# Ernst Kirchsteiger
Ernst Kristian Johann Kirchsteiger, född 3 november 1957 i Kroppa församling i Värmlands län, är en svensk inredare. Han har varit programledare för tv-programmen Sommartorpet, Nya rum, Jul med Ernst, Ernst i Toscana och Sommar med Ernst. Han arbetade för SVT mellan år 2000 och 2007 och arbetar för TV4 från 2007.

## Biografi
Kirchsteigers far Ernst var från Österrike, och hans mor Edeltraud var från Polen. Han växte upp i Degerfors, dit hans föräldrar kom 1955. De arbetade båda på järnverket där.
Kirchsteiger arbetade som inredningsarkitekt på Ikea fram till början av TV-karriären, samt var SVT:s julvärd på julaftonskvällen 2004. Han har även arbetat 16 år som kock. Han blev utsedd till Filipstads ambassadör 2005. 2006 utkom boken Ernstologi (skriven av Björn Höglund och William Oudhuis) som är en citatbok med samlade citat från Ernst Kirchsteiger.
Åren 2000 till 2007 ledde han tv-programmet Sommartorpet. Hösten samma år gick Kirchsteiger över till TV4 där han först ledde auktionsprogrammet Första, andra, tredje år 2007 och 2008, men han har även lett egna inredningsprogram som Sommar med Ernst och Jul med Ernst. 
Den 26 september 2023 hade inredningsprogrammet Hemma med Ernst premiär på TV4. En tidning med samma namn gavs ut mellan 2012 och 2015.
Kirchsteiger bor i Axberg utanför Örebro. Han är gift och har två barn.